# Philip Schuster
Philip Nat Schuster (Wisconsin, 24 gennaio 1883 – Chicago, 31 ottobre 1926) è stato un ginnasta e multiplista statunitense.

## Carriera
Schuster partecipò ai Giochi olimpici di Saint Louis 1904, dove vinse una medaglia di bronzo nel concorso a squadre. Alla stessa Olimpiade giunse cinquantunesimo nel concorso generale individuale, cinquantacinquesimo nella gara di triathlon e cinquantaquattresimo nel concorso a tre eventi.

## Palmarès
In carriera ha conseguito i seguenti risultati:
- Giochi olimpici

St. Louis 1904: medaglia di bronzo nel concorso a squadre.